# Alfred Schmiedel
Alfred Schmiedel (* 18. Februar 1930 in Bönen Kreis Unna; † 18. Juli 2002) war ein deutscher Politiker der SPD.

## Ausbildung und Beruf
Alfred Schmiedel besuchte die Volksschule und die Mittelschule. Danach absolvierte er eine Schreinerlehre. Von 1952 bis 1958 arbeitete er im Bergbau. Ab 1959 war er als Gewerkschaftssekretär tätig. Schmiedel war ab 1949 Mitglied der IG Bergbau und Energie.

## Politik
Alfred Schmiedel war ab 1951 Mitglied der SPD. 1960 wurde er 1. Vorsitzender des SPD-Ortsvereins Altenbögge-Bönen. Ab März 1961 war als Gemeindevertreter und Vorsitzender der SPD-Fraktion tätig. Ab 1961 fungierte er als Amtsvertreter in Pelkum.
Alfred Schmiedel war vom 23. Juli 1962 bis zum 23. Juli 1966 direkt gewähltes Mitglied des 5. Landtages von Nordrhein-Westfalen für den Wahlkreis 112 Unna-Nord.